# Where is This West?
Where is This West? er en amerikansk stumfilm fra 1923 af George Marshall.

## Medvirkende
- Jack Hoxie som John Harley
- Mary Philbin som Sallie Summers
- Bob McKenzie som Bimbo McGuire
- Sid Jordan som Buck Osborne
- Slim Cole som Wild Honey
- Joseph Girard som Lawyer Browns
- Bernard Siegel